# Memorial Van Damme 2017
Il Memorial Van Damme 2017 è stata la 41ª edizione dell'omonimo meeting, annuale competizione di atletica leggera ed ha avuto luogo allo Stadio Re Baldovino di Bruxelles, il 31 agosto e 1º settembre 2017. Il meeting è stato inoltre anche la tappa finale della Diamond League 2017.

## Programma[1]

### Giorno 1
| # | Orario | Specialità     |
| - | ------ | -------------- |
| 1 | 17:00  | Getto del peso |

### Giorno 2
| # | Orario | Specialità         |
| - | ------ | ------------------ |
| 1 | 19:37  | 1500 metri         |
| 2 | 20:11  | 100 metri          |
| 3 | 20:20  | Lancio del disco   |
| 4 | 20:44  | 110 metri ostacoli |
| 5 | 20:46  | Salto triplo       |
| 6 | 21:00  | 3000 metri siepi   |
| 7 | 21:16  | 200 metri          |
| 8 | 21:35  | 800 metri          |
| 9 | 21:53  | 400 metri          |

| # | Orario | Specialità         |
| - | ------ | ------------------ |
| 1 | 18:30  | Lancio del disco   |
| 2 | 18:45  | Salto in lungo     |
| 3 | 19:14  | Salto con l'asta   |
| 4 | 19:47  | Salto in alto      |
| 5 | 20:03  | 400 metri ostacoli |
| 6 | 20:18  | 5000 metri         |
| 7 | 20:52  | 400 metri          |
| 8 | 21:23  | 1500 metri         |
| 9 | 21:45  | 100 metri          |

     Specialità valide per la Diamond League

## Risultati[2]

### Uomini
| Specialità       |                         | Prestazione | 2º classificato             | Prestazione | 3º classificato      | Prestazione |
| 100 m            | Yohan Blake             | 10"02       | Michael Rodgers             | 10"09       | Julian Forte         | 10"12       |
| 200 m            | Noah Lyles              | 20"00       | Ameer Webb                  | 20"01       | Ramil Guliyev        | 20"02       |
| 400 m            | Luguelín Santos         | 45"67       | Rabah Yousif                | 46"10       | Martyn Rooney        | 46"29       |
| 800 m            | Nijel Amos              | 1'44"53     | Marcin Lewandowski          | 1'44"77     | Adam Kszczot         | 1'44"84     |
| 1500 m           | Elijah Motonei Manangoi | 3'38"97     | Mahiedine Mekhissi Benabbad | 3'39"42     | Jordan Williamsz     | 3'40"03     |
| 3000 m siepi     | Conseslus Kipruto       | 8'04"73     | Soufiane El Bakkali         | 8'04"83     | Evan Jager           | 8'11"71     |
| 110 m ostacoli   | Sergey Shubenkov        | 13"14       | Orlando Ortega              | 13"17       | Aries Merritt        | 13"20       |
| Salto triplo     | Christian Taylor        | 17.49 m     | Will Claye                  | 17.35 m     | Pedro Pablo Pichardo | 17.32 m     |
| Getto del peso   | Darrell Hill            | 22.44 m     | Ryan Crouser                | 22.37 m     | Joe Kovacs           | 21.62 m     |
| Lancio del disco | Andrius Gudžius         | 68.16 m     | Fedrick Dacres              | 66.31 m     | Piotr Małachowski    | 65.73 m     |

     Prestazione che stabilisce il nuovo record del meeting.

### Donne
| Specialità       |                     | Prestazione | 2º classificato             | Prestazione | 3º classificato                | Prestazione |
| 100 m            | Elaine Thompson     | 10"92       | Marie-Josée Ta Lou          | 10"93       | Blessing Okagbare-Ighoteguonor | 11"07       |
| 400 m            | Shaunae Miller-Uibo | 49"46       | Salwa Eid Naser             | 49"88       | Courtney Okoro                 | 50"91       |
| 1500 m           | Faith Kipyegon      | 3'57"04     | Sifan Hassan                | 3'57"22     | Winny Chebet                   | 4'00"18     |
| 5000 m           | Hellen Obiri        | 14'25"88    | Caroline Chepkoech Kipkirui | 14'27"55    | Senbere Teferi                 | 14'32"03    |
| 400 m ostacoli   | Dalilah Muhammad    | 53"89       | Zuzana Hejnová              | 53"93       | Ashley Spencer                 | 54"92       |
| Salto in alto    | Mariya Lasitskene   | 2.02 m      | Yuliya Levchenko            | 1.94 m      | Michaela Hrubá                 | 1.88 m      |
| Salto con l'asta | Katerina Stefanidi  | 4.85 m      | Sandi Morris                | 4.75 m      | Alysha Newman                  | 4.75 m      |
| Salto in lungo   | Ivana Španović      | 6.70 m      | Lorraine Ugen               | 6.65 m      | Shakeela Saunders              | 6.64 m      |
| Lancio del disco | Sandra Perković     | 68.82 m     | Dani Stevens                | 65.85 m     | Denia Caballero                | 64.61 m     |